# 진전면
진전면(鎭田面)은 대한민국 경상남도 창원시 마산합포구의 면이다. 진전이란 명칭은 1914년에 진서면(鎭西面)과 양전면(良田面)을 합면하면서 생성되었다. 진주시 이반성면, 함안군 함안면, 고성군 회화면과 접하고 있다.

## 행정 구역
- 창포리(昌浦里)
- 곡안리(谷安里)
- 근곡리(斤谷里)
- 동산리(東山里)
- 봉곡리(鳳谷里)
- 봉암리(鳳岩里)
- 이명리(耳明里)
- 율티리(栗峙里)
- 오서리(五西里)
- 시락리(時洛里)
- 양촌리(良村里)
- 일암리(日岩里)
- 임곡리(林谷里)
- 금암리(金岩里)[1]
- 여양리(艅陽里)[1]
- 고사리(姑寺里)[1]
- 평암리(平岩里)[1]

## 학교
| 학교명                | 소재지                            | 비고        |
| --------------------- | --------------------------------- | ----------- |
| 진전초등학교          | 진전면 팔의사로 727 (곡안리)      |             |
| 진전초등학교 여항분교 | 진전면 의산삼일로 234-23 (고사리) | 1999년 폐교 |
| 진전초등학교 이창분교 | 진전면 회진로 1559 (이명리)       | 1999년 폐교 |
| 진전초등학교 옥봉분교 | 진전면 진목길 54 (임곡리)         | 1999년 폐교 |
| 진전초등학교 낙동분교 | 진전면 회진로 1015-19 (시락리)    | 1999년 폐교 |
| 진전초등학교 양촌분교 | 진전면 팔의사로 361 (양촌리)      | 1999년 폐교 |
| 진전중학교            | 진전면 월안로 23 (오서리)         |             |
| 진전중학교 여항분교   | 진전면 의산삼일로 60 (금암리)     | 1999년 폐교 |